# Qiagen
Qiagen («Киаген») — компания, разрабатывающая и производящая оборудование и расходные материалы для молекулярной диагностики, научных и фармацевтических исследований. В голландский холдинг Qiagen N.V. входит более 30 дочерних компаний по всему миру. Акции Qiagen котируются на Нью-йоркской фондовой бирже (QGEN) и на Франкфуртской фондовой бирже (QIA). Операционная штаб-квартира располагается в Хильдене (Германия, близ Дюссельдорфа).

## История
Компанию Qiagen основал в ноябре 1984 года Метин Кольпан (Metin Colpan) по окончании университета Дюссельдорфа. Компанией были разработаны новые методы очистки нуклеиновых кислот (носителей генетической информации) с помощью кремнийорганических смол; эти методы позволяли выполнять процедуру очистки значительно быстрей и безопасной, чем существовавшие до этого. Процедуры выделения и очистки биологических молекул, таких как ДНК, РНК и белки, от других компонент клетки крайне важны для любых последующих операций с этими молекулами. На этот новый метод в 1987 году был получен патент в США. Стартовый капитал для компании в размере 3 млн долларов предоставил калифорнийский инвестор Моше Алафи.
Выпуск первого же продукта Qiagen в 1986 году был равносилен революции в молекулярной биологии: время, затрачиваемое на выделение и очистку плазмид, сократилось с 2—3 дней до двух часов. Продукт распространялся как набор, содержавший все компоненты, необходимые для приготовления образца для последующего лабораторного анализа. Стоимость одного набора составляла от 50 до 2500 долларов в зависимости от назначения. В 1995 году на рынок была представлена автоматизированная система выделения ДНК. В 1996 году оборот компании составил 50 млн долларов, а чистая прибыль — 5 млн, в этом году Qiagen разместила свои акции на бирже NASDAQ, а в следующем году на Франкфуртской фондовой бирже. Часть вырученных от размещения акций денег была потрачена на покупку оборудования швейцарского производителя Rosys AG. В 1998 году был открыт филиал в Японии. В конце 1999 года была куплена американская компания Rapigene, разрабатывавшая технологию для выявления однонуклеотидного полиморфизма. В 2000 году была куплена компания Operon Technologies, работавшая в области производства синтетической ДНК.
В 2007 году количество работников компании превысило 2600 человек. В 2007 году Qiagen приобрела компанию Digene за 1,6 млрд долларов США.

## Деятельность
Компания разрабатывает и производит продукты для отделения, очистки и изменения молекул ДНК и РНК, по состоянию на 2022 год ассортимент насчитывал более 500 продуктов для таких операций, которые реализовывались через 35 центров. Основными рынками были США (43 % выручки), а также Европа, Ближний Восток и Африка (34 % выручки) и Азиатско-Тихоокеанский регион (19 % выручки).

## Продукты
Qiagen производит продукты для приготовления образцов и их дальнейших исследований, а также предоставляет готовые решения для автоматизации в таких областях, как молекулярная диагностика, прикладной анализ, исследования в области фундаментальной науки и фармакологии.
Qiagen производит широкий спектр методик для исследований в молекулярной биологии. В настоящее время доступны более 500 продуктов для диагностики. Qiagen обладает более чем 1000 патентами.
Преобладающая часть продуктов распространяется как наборы, содержащие все компоненты, необходимые для приготовления образца и последующего анализа. Интегрированные решения позволяют автоматизировать и упростить исследования. Например, платформа QIAsymphony позволяет полностью автоматизировать лабораторный процесс анализа — от выделения образца до проведения анализа, что ускоряет исследования и делает их более гибкими.

## Области применения
Продукты Qiagen используются в лечебных учреждениях и медицинских лабораториях для выявления заболеваний и инфекций, а также подбора метода лечения. После приобретения компании Digene Corp в 2007 году, Qiagen стал лидером в области молекулярной диагностики папилломавируса человека (ВПЧ). Высокочувствительный продукт диагностики ВПЧ, производимый Qiagen, является единственной тест-системой для диагностики данного заболевания, утверждённой FDA. Кроме тест-системы для выявления ВПЧ, Qiagen также производит более 120 наборов реагентов для выявления вирусов, бактерий, паразитов и генетических или фармакологических особенностей.
Продукты Qiagen для приготовления образцов и дальнейших исследований используются в ветеринарии, судебной медицине и для анализа продуктов питания. Области применения — установление личностей жертв и преступников в рамках судебно-медицинской экспертизы, анализ родословных, контроль безопасности продуктов питания, обнаружение биологически активных агентов (например, сибирской язвы).
В научных исследованиях в фармакологии продукты Qiagen используются в лабораториях по всему миру.

## Структура компании
Qiagen имеет структуру холдинга. Холдинг Qiagen N.V. расположен в городе Венло в Нидерландах. Оперативная и европейская штаб-квартиры расположены в Хильдене (Германия). Другие региональные представительства/штаб-квартиры находятся в Мэриленде, США (североамериканское подразделение) и в Шанхае (азиатское подразделение). В настоящее время компания управляет дочерними компаниями более чем в 18 странах и имеет представительства более чем в 40 странах.